# デッド・アンド・ゴーン
「デッド・アンド・ゴーン」（Dead And Gone）は、アメリカ合衆国のラッパーT.I.の6作目のスタジオ・アルバム『ペーパー・トレイル: 真実の行方』からのオフィシャルサード・シングル（プロモ・シングルも合わせると通算7曲目）である。この楽曲には客演でジャスティン・ティンバーレイクが参加している。この楽曲は、シングルとしてのオフィシャル・リリースを前にアメリカ合衆国の総合シングルチャートBillboard Hot 100へのチャートインを果たしている。T.I.とジャスティンがシングルでコラボレーションするのは「マイ・ラヴ」以来、2度目となった。

## 背景
この楽曲は、T.I.の過去自分の関わった総ての訴訟事件と親友の死にインスパイアされ製作されている。

## 製作
ジャスティン・ティンバーレイクとのコラボレーションは、T.I.の「一緒に出来る!?」というジャスティンへの問いかけから始まった。その問いに対し、ジャスティンはT.I.のもとへトラックを持ち寄っている。T.I.はこの楽曲をジャスティン・ティンバーレイクと共に製作した。2人は、5日ほどをかけ製作、レコーディングを行っている。

## ミュージック・ビデオ
この楽曲のミュージック・ビデオが撮影され、ビデオにはジャスティンも加わた。

## チャート
| チャート（2008/2009年）                         | 最高 順位 |
| ----------------------------------------------- | --------- |
| アメリカ合衆国 Billboard Hot 100                | 2         |
| アメリカ合衆国 ビルボード Hot R&B/Hip-Hop Songs | 20        |
| アメリカ合衆国 ビルボード Hot Rap Tracks        | 3         |
| アメリカ合衆国 ビルボード Pop 100               | 13        |
| カナダ Canadian Hot 100                         | 27        |